# 佩納科瓦
40°16′14″N 8°17′0″W / 40.27056°N 8.28333°W

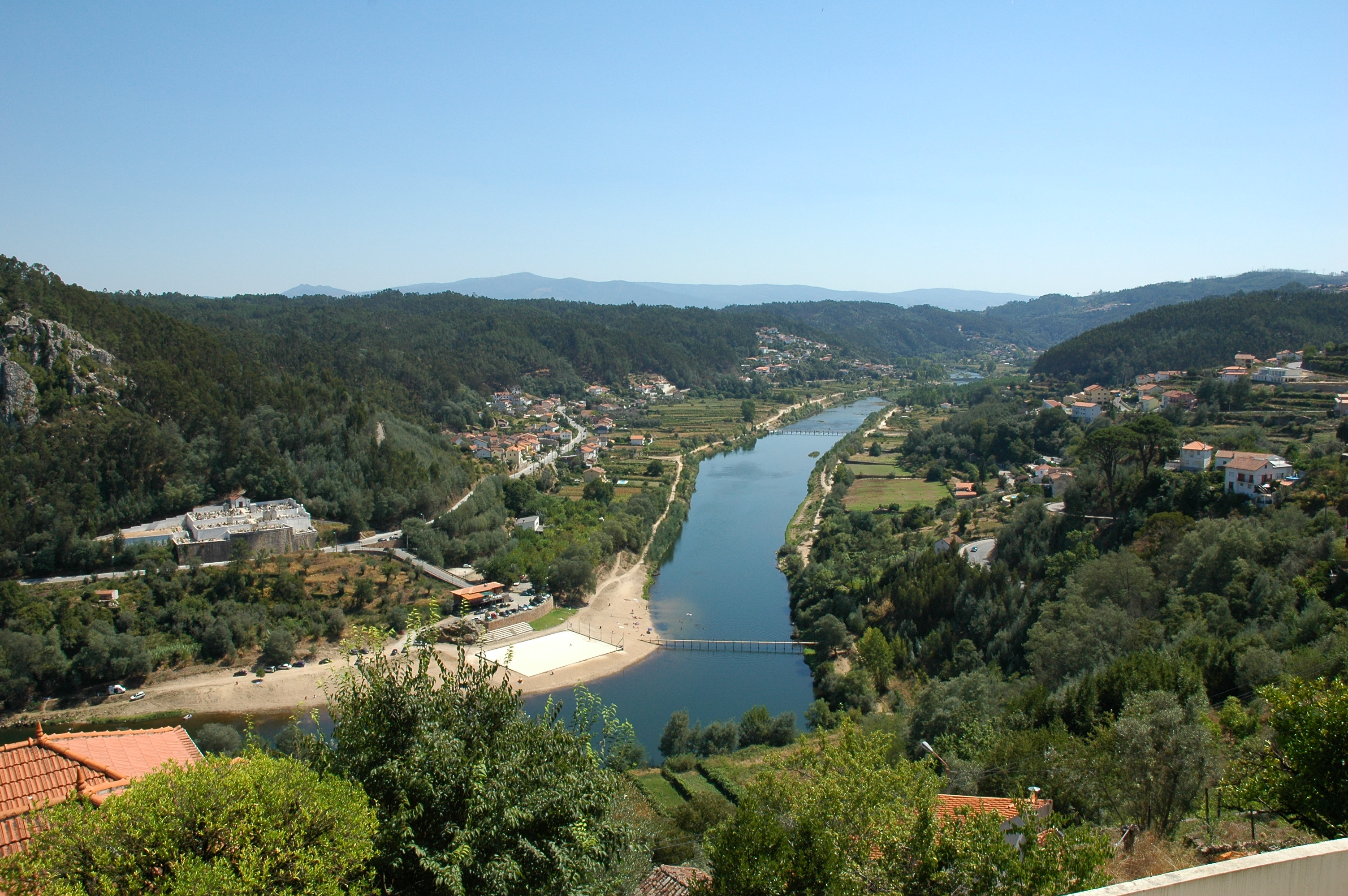

佩納科瓦（葡萄牙語：Penacova），是葡萄牙的城鎮，位於該國中部，由科英布拉區負責管轄，始建於1192年，面積216.73平方公里，2011年人口15,251，人口密度每平方公里70.37人。

## 友好城市
- 法國 蓬圣埃斯普里